# 帕沃尔·雷根达
帕沃尔·雷根达（1999年12月7日—），斯洛伐克男子冰球运动员，场上位置是前锋。他曾代表斯洛伐克国家队参加2022年冬季奥林匹克运动会冰球比赛，获得一枚铜牌。